# 梁佩蘭集校注
《梁佩蘭集校注》是對“岭南三大家”之一梁佩蘭作品的校注本，由珠海書院中國文學系教授董就雄作校注。本書隸屬於中華書局的「中國古典文學基本叢書」之一，得到了「國家古籍整理出版專項經費」的資助和香港大學教育資助委員會資助，2019年8月出版。後因為品質低劣，被中華書局召回。

## 成書
此書是香港大學教育資助委員會轄下研究資助局2015-16年度本地自資學位界別競逐研究資助計劃中，教員發展計劃的一部份。計劃名稱為「梁佩蘭詩文集校注及其人與明末清初嶺南文化及歷史研究」（項目編號：UGC/FDS13/H04/15）。項目包括此書，以及是《梁佩蘭與嶺南文化》一書，和論文數篇。在此书出版之前，对于梁佩兰集整理的只有呂永光校點的《六瑩堂集》，1992年廣州大學出版社出版，但此書只有標點、校、輯補評詞、簡編年譜等工作，並沒有注釋。因此，董就雄希望以此書補充學界空白。

## 內容
整書一共分為六冊，一共收诗作一千九百五十三首，另加佚诗五十四首、佚詞三首，楹联四副。據注者自述，此書以康熙四十七年之《六瑩堂集》十七卷本作為底本；以道光二十年伍祟曜詩雪軒刻《粵十三家集》作為通校本，並參考康熙三十一年刻本《嶺南三大家詩選》、日本內閣文庫所收的《五十家詩·梁藥亭詩》等作校。整書以詳注的形式校注《六瑩堂集》，包括「校」、「注」（含繫年）、「補遺」、「附錄」、「年譜」等部份，「繫年」方面較呂永光校點的《六瑩堂集》新增九百多篇。注釋分為詩題和正文兩部份，先注詩題和題中資料，並作繫年，然後正文先串講詩詞大意，再注釋字詞和典故。

## 評價

### 贊揚
香港大学中文学院荣誉教授邝健行認為作者「校勘十分慎重细致，不轻易校改原文字词」，指其當中校勘仔細，而按語和詩詞文意中有助讓讀者閱讀當中詩詞，簡單明瞭。 中山大學教授陳永正認為，作者的「前言」可以使讀者對於當中的字詞有所理解，而對於當中的長詩分段方式恰當，對於詩作的串講可以使讀者了解創作背景，以及是當中的內容，「附錄」中的內容也收錄了當中學界先前未見的文獻。

### 批評
2021年12月29日，许容与在微信公眾号“三十六陂”以《我从未见过如此厚颜无耻之书》為題發表文章，批評當中的出現的眾多錯誤，指「这书整理得一塌糊涂，全书充满了各种匪夷所思的问题」。整書的問題可以分為三类，一是错字、漏字、断句错误；二是注释质量不佳，為簡單字詞強行作注，如简单字词「上弦月」、「下弦月」也作注；三是為整理者水平有限，為自己讀不懂的典故、诗句，強作解釋。他懷疑整理者使用了OCR軟件，將呂永光校點的《六瑩堂集》識別為文本，然後將簡體轉為繁體，但不參照底本就直接出版。

## 全國下架及後續
2021年12月30日，中華書局因書中問題屬實致歉，全國書店即日將此書下架，並會嚴肅處理該書相關責任人。董就雄回應指，批評文章充斥大量低俗粗鄙字眼，甚至人身攻擊，指此書確有疏忽，但不應否定此書對學界之種種貢獻。中山大學教授陳永正認為此書「解釋繁瑣了點，也發現兩三處疏失，但總的感覺做得還是很認真的，校注方面也很詳明」，並謂「無價值的書是不值得評論的。我希望董先生能誠懇地接受各種批評意見，不要過於介意那些尖刻的言辭，並期盼這本書的修訂本能早日面世」。

## 外部連結
- 豆瓣读书上《梁佩蘭集校注》的資料 （简体中文）